# Pays-Bas méridionaux
 (mai 2023).
Les informations dans cet article sont mal organisées, redondantes, ou il existe des sections bien trop longues. Structurez-le ou soumettez des propositions en page de discussion.
Avec le temps, il arrive que le contenu présent dans un article devienne désordonné. Il est souvent nécessaire de réorganiser l'article de fond en comble.
- Il faut tout d’abord répartir le contenu de l'article en plusieurs sections. Les informations doivent ensuite être exposées clairement et le plus synthétiquement possible, regroupées par sujet afin d'éviter les doublons. Quelqu'un cherchant une information précise doit pouvoir la trouver rapidement en lisant la section appropriée.
- À l'intérieur de chaque section, le texte, souvent initialement sous la forme de phrases éparses, doit être regroupé dans des paragraphes de quelques lignes, en assurant un enchaînement logique et une cohérence entre les phrases.
- Lorsque l'article ou l'une de ses sections développe trop longuement un point qui n'est pas dans le cœur du sujet traité, il convient de faire une synthèse et de transférer l'ancien contenu dans des articles plus appropriés (en cas de transfert, il faut impérativement respecter la procédure Aide:Scission).

Si vous pensez que ces points ont été résolus, vous pouvez retirer ce bandeau et améliorer le plan d'un autre article.

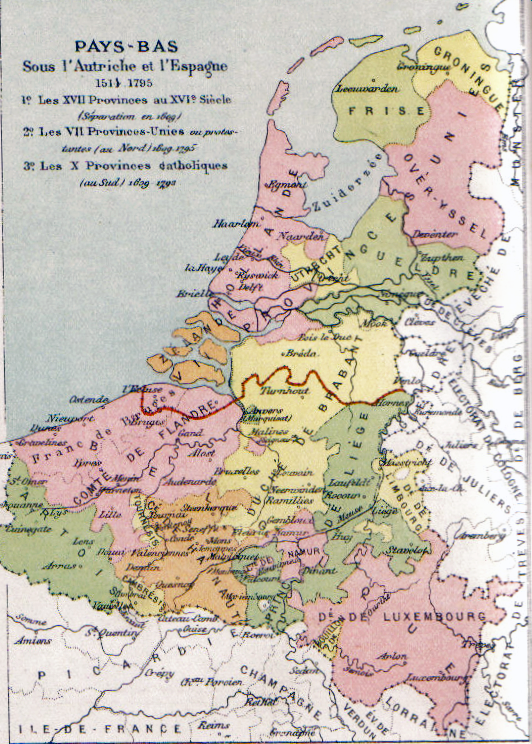
Scission des Pays-Bas méridionaux et septentrionaux, principauté de Liège en vert.

Les Pays-Bas méridionaux, aussi qualifiés de Pays-Bas du Sud, de Pays-Bas catholiques (ou, en latin, Belgica Regia, pour les distinguer de la Belgica Foederata, c'est-à-dire les Pays-Bas du Nord, les Pays-Bas actuels), sont les territoires qui forment aujourd'hui la Belgique (à l'exception de la principauté de Liège, de celle de Stavelot-Malmedy et du duché de Bouillon), le Luxembourg et le Nord-Pas-de-Calais, initialement réunis au XVe siècle par les ducs de Bourgogne, formant avec les Pays-Bas septentrionaux les Pays-Bas bourguignons avant de devenir les Pays-Bas des Habsbourg.
Sous le règne Philippe II d'Espagne, les États généraux des Dix-Sept Provinces s'opposent à la domination espagnole. En 1581, par l'acte de La Haye, les sept provinces du Nord font sécession. Les dix provinces du Sud restent, elles, sous le contrôle des Habsbourg. Au terme de la guerre de Quatre-Vingts Ans, les Pays-Bas septentrionaux forment ainsi les Provinces-Unies, et les Pays-Bas méridionaux les Pays-Bas espagnols de 1581 à 1713, puis les Pays-Bas autrichiens de 1713 à 1795, année de leur annexion à la Première république française après une tentative d'indépendance lors de la Révolution brabançonne de 1787, ayant mené aux éphémères États belgiques unis.

## Un État catholique
En 1581, les provinces, pour une partie protestantes et néerlandophones, situées au nord et au centre des Pays-Bas espagnols firent abjuration du roi d'Espagne, Philippe II et constituèrent les Provinces-Unies sur la base de la pacification de Gand suivie de l'Union de Bruxelles. Cependant, après quelques tergiversations et des conflits internes, quelques familles nobles de provinces catholiques restèrent fidèles à la couronne d'Espagne et entraînèrent leurs provinces dans l'union d'Arras. Par contre, les provinces du nord restèrent indépendantes après la guerre de Quatre-Vingts Ans, alors que celles du sud furent reconquises par l'armée espagnole après une période durant laquelle les luttes politiques allaient se mêler aux conflits religieux entre catholiques et protestants. C'est la défaite des protestants qui entraîna la victoire espagnole dans le Sud.
Henri Pirenne souligne que toute la période espagnole, et la période autrichienne qui allait suivre, sont marquées par la Contre-Réforme catholique qui mobilise les ordres religieux, notamment les Jésuites, et dont on estime le nombre à près de 3 % de la population globale au XVIIe siècle. Les jésuites et les capucins divisèrent les Pays-Bas méridionaux en deux provinces suivant la frontière linguistique, une province flandro-belge, et une province gallo-belge, soulignant la dualité culturelle et ethnique du pays qui, dans leurs diverses activités (religieuses et caritatives), les obligea à des approches différentes en fonction d'espaces et de populations différenciés.
L'auteur néerlandais Johan Huizinga rapporte que les Pays-Bas méridionaux formèrent un État et une nationalité pendant deux siècles et demi. On peut le confirmer en soulignant la persistance des États généraux, du Conseil d'État et des Conseils Collatéraux qui, depuis les ducs de Bourgogne, représentèrent la population locale (noblesse, clergé, tiers état dominé par la bourgeoisie), parfois dressés, jusqu'au conflit, contre les pouvoirs extérieurs. Mais il leur manquait tout de même la liberté de se régenter en tout domaine et en toute indépendance conclut Huizinga.

## Un État satellite
Les Pays-Bas méridionaux, séparés du nord par la force des armées espagnoles, constituaient un État satellite au sein d'un vaste empire dirigé depuis Madrid par les Habsbourg. Cependant, à Bruxelles, les États généraux représentant la noblesse, le clergé et la bourgeoisie, continuèrent à défendre, contre le pouvoir central, les droits acquis depuis les ducs de Brabant et les ducs de Bourgogne. Ce fut une longue guerre, notamment contre les troupes de Don Juan d'Autriche, le demi frère du roi d'Espagne et le gouverneur Requesens. Des nobles catholiques s'engagent dans la guerre contre le roi d'Espagne, dont Guillaume le Taciturne qui prend la tête du mouvement, les comtes d'Egmont et de Hornes sont mis à mort pour avoir voulu  défendre les traditions. De nombreux protestants sont exécutés et des populations entières de protestants s'enfuient à l'étranger. Mais, malgré les traités de défenses mutuelles, la Pacification de Gand et les deux Unions de Bruxelles, conclus entre les Dix-Sept Provinces comprenant le nord et le sud des grands Pays-Bas, les provinces du sud allaient lutter de plus en plus seules et finir par retomber sous le pouvoir espagnol. Ainsi, en 1574, Bruxelles, devenue protestante pendant dix ans, subit un siège d'un an avant d'être contrainte d'accepter l'exil des protestants bruxellois et la confiscation de leurs biens. Le nord, réfugié derrière ses lignes d'eau, continua la guerre pour son compte. Avant cela, Philippe II, venu à Bruxelles en 1555 pour assister à l'abdication de son père l'empereur Charles Quint, était parti en laissant des gouverneurs le représenter pour appliquer sa politique, alors que l'empereur Charles avait gouverné le pays en prise directe depuis Bruxelles. Les gouverneurs allaient appliquer, pendant plus de trois quarts de siècle, une gouvernance lointaine indifférente aux réalités locales, caractérisée par une politique taxatoire et anti-protestante. Pour couronner le tout, des révoltes des troupes espagnoles non payées allaient entraîner, à plusieurs reprises, pendant Quatre-Vingts Ans de guerre, des saccages et des massacres de civils. Et pourtant, la tutelle espagnole allait se maintenir jusqu'au début du XVIIIe siècle.
Mais une trêve survint du fait d'une cessation provisoire des hostilités négociée par les diverses parties du conflit. L'archiduc Albert, gouverneur, avec son épouse Isabelle, mit à profit cette accalmie pour promulguer à Bruxelles, le 12 juillet 1611, l'édit perpétuel, fruit des travaux d'une commission de magistrats et de légistes chargés d'unifier les législations appliquées au peuple habitant le territoire de la Belgica Regia. C'était un retour à l'unité juridique qui avait été le grand principe du droit romain, comme on l'avait connu jusqu'au Ve siècle apr. J.-C. L'édit perpétuel permit la création du premier code de lois unique de la Belgique, ce qui différenciait nettement ce pays de ses voisins et permettait, de ce fait, l'émergence d'une spécificité belge.
Les hostilités entre les Pays-Bas du Nord et l'Espagne ayant repris après la trêve, les Pays-Bas du Sud restèrent le terrain de guerre des chefs militaires et de leurs armées. Il était devenu le champ de bataille de l'Europe. L'indépendance du Nord proclamée unilatéralement en 1635 finit par être reconnue en 1648 par le traité de Westphalie qui sanctionnait la rupture définitive entre le nord et le sud.

## Pays-Bas autrichiens

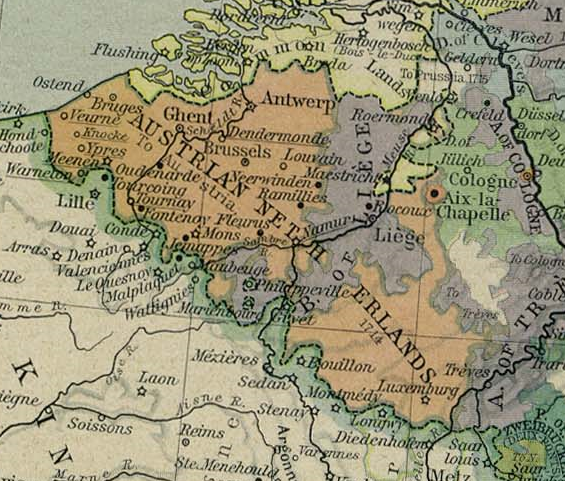

Par le traité d'Utrecht en 1713, les Pays-Bas du Sud deviennent autrichiens par transmission familiale des Habsbourg de Madrid à ceux de Vienne, selon les règles du droit féodal encore en vigueur à l'époque. Dès lors, les Pays-Bas du Sud s'appelèrent Pays-Bas autrichiens ou Belgium Austriacum ou encore Austrian Netherlands.
Le pays connut alors une période de calme et d'enrichissement sous le débonnaire gouverneur Charles Alexandre de Lorraine et la supervision, à Vienne, d'un bureau chargé des affaires des Provinces belgiques. Mais ce n'est qu'en 1781 qu'eut lieu, après plus d'un siècle, la première visite de chef d'état depuis celle de Philippe II en 1555. Joseph II, empereur d'Autriche, régnant depuis Vienne, vint avec la volonté de réformer la législation locale qui, malgré la réforme de 1611, faisait la part belle aux droits des corporations et aux privilèges de la religion catholique. Bien qu'il fût catholique lui-même, l'empereur entendait s'attaquer aux droits des ordres religieux remontant au Moyen Âge et en réduire le nombre, voulant aussi imposer une simplification généralement centralisatrice à l'administration et à l'économie, allant jusqu'à vouloir diminuer le nombre de jours chômés pour cause de fêtes locales. Face à l'hostilité des sphères dirigeantes et de la population dressées pour défendre leurs traditions, le pouvoir impérial se laissa aller à des excès autoritaires rappelant le régime espagnol, et provoquèrent un soulèvement armé de Turnhout en 1789. Des États généraux proclamèrent alors l'indépendance des Provinces belgiques. C'est la création des États belgiques unis officialisant une véritable indépendance du pays en cette fin du XVIIIe siècle.
Mais avant de s'affirmer comme nation, le pays avait été amputé pendant les guerres du XVIIe siècle, qualifié par la chronique de « siècle de malheur ». La guerre et la politique l'avaient privé de quelques provinces sur lesquelles la monarchie espagnole renonçait à toute prétention.
- en 1659, le comté d'Artois devenait français, par le traité des Pyrénées
- en 1667, une première partie du comté de Flandre était annexée par la France avec  Lille et Douai.
- en 1678, une autre partie du comté de Flandre, avec Saint-Omer, Cassel, Bailleul et Ypres, était cédée à la France par le traité de Nimègue en conséquence de la bataille de la Peene, à Noordpeene, le 11 avril 1677.